# Dicyema shorti
Dicyema shorti är en djurart som tillhör fylumet rhombozoer, och som beskrevs av Furuya, Damian och Eric Hochberg 2002. Dicyema shorti ingår i släktet Dicyema och familjen Dicyemidae. Inga underarter finns listade i Catalogue of Life.